# Lijst van nummer 1-hits in de Vlaamse Ultratop 50 in 2000
De volgende hits stonden in 2000 op nummer 1 in de Vlaamse Ultratop 50.
| Nummer | Datum        | Artiest                                                         | Titel                                  |
| ------ | ------------ | --------------------------------------------------------------- | -------------------------------------- |
| 58     | 1 januari    | R. Kelly                                                        | If I Could Turn Back the Hands of Time |
|        | 8 januari    | R. Kelly                                                        | If I Could Turn Back the Hands of Time |
|        | 15 januari   | R. Kelly                                                        | If I Could Turn Back the Hands of Time |
| 59     | 22 januari   | The Bloodhound Gang                                             | The Bad Touch                          |
|        | 29 januari   | The Bloodhound Gang                                             | The Bad Touch                          |
|        | 5 februari   | The Bloodhound Gang                                             | The Bad Touch                          |
|        | 12 februari  | The Bloodhound Gang                                             | The Bad Touch                          |
|        | 19 februari  | The Bloodhound Gang                                             | The Bad Touch                          |
| 60     | 26 februari  | Metallica, Michael Kamen & the San Francisco Symphony Orchestra | Nothing Else Matters                   |
|        | 4 maart      | Metallica, Michael Kamen & the San Francisco Symphony Orchestra | Nothing Else Matters                   |
|        | 11 maart     | Metallica, Michael Kamen & the San Francisco Symphony Orchestra | Nothing Else Matters                   |
| 61     | 18 maart     | Da Boy Tommy                                                    | Candyman                               |
|        | 25 maart     | Da Boy Tommy                                                    | Candyman                               |
|        | 1 april      | Da Boy Tommy                                                    | Candyman                               |
|        | 8 april      | Da Boy Tommy                                                    | Candyman                               |
| 62     | 15 april     | Bomfunk MC's                                                    | Freestyler                             |
|        | 22 april     | Bomfunk MC's                                                    | Freestyler                             |
|        | 29 april     | Bomfunk MC's                                                    | Freestyler                             |
|        | 6 mei        | Bomfunk MC's                                                    | Freestyler                             |
|        | 13 mei       | Bomfunk MC's                                                    | Freestyler                             |
|        | 20 mei       | Bomfunk MC's                                                    | Freestyler                             |
|        | 27 mei       | Bomfunk MC's                                                    | Freestyler                             |
| 63     | 3 juni       | Milk Inc.                                                       | Walk on Water                          |
|        | 10 juni      | Milk Inc.                                                       | Walk on Water                          |
| 62     | 17 juni      | Bomfunk MC's                                                    | Freestyler                             |
| 64     | 24 juni      | Bon Jovi                                                        | It's My Life                           |
|        | 1 juli       | Bon Jovi                                                        | It's My Life                           |
|        | 8 juli       | Bon Jovi                                                        | It's My Life                           |
|        | 15 juli      | Bon Jovi                                                        | It's My Life                           |
| 65     | 22 juli      | Live                                                            | They Stood Up for Love                 |
|        | 29 juli      | Live                                                            | They Stood Up for Love                 |
| 66     | 5 augustus   | Liquid feat. Silvy                                              | Turn the Tide                          |
|        | 12 augustus  | Liquid feat. Silvy                                              | Turn the Tide                          |
|        | 19 augustus  | Liquid feat. Silvy                                              | Turn the Tide                          |
| 67     | 26 augustus  | Krezip                                                          | I Would Stay                           |
|        | 2 september  | Krezip                                                          | I Would Stay                           |
|        | 9 september  | Krezip                                                          | I Would Stay                           |
|        | 16 september | Krezip                                                          | I Would Stay                           |
|        | 23 september | Krezip                                                          | I Would Stay                           |
|        | 30 september | Krezip                                                          | I Would Stay                           |
|        | 7 oktober    | Krezip                                                          | I Would Stay                           |
|        | 14 oktober   | Krezip                                                          | I Would Stay                           |
|        | 21 oktober   | Krezip                                                          | I Would Stay                           |
| 68     | 28 oktober   | Mozaïek & Walter Grootaers                                      | Leef                                   |
|        | 4 november   | Mozaïek & Walter Grootaers                                      | Leef                                   |
|        | 11 november  | Mozaïek & Walter Grootaers                                      | Leef                                   |
|        | 18 november  | Mozaïek & Walter Grootaers                                      | Leef                                   |
|        | 25 november  | Mozaïek & Walter Grootaers                                      | Leef                                   |
|        | 2 december   | Mozaïek & Walter Grootaers                                      | Leef                                   |
|        | 9 december   | Mozaïek & Walter Grootaers                                      | Leef                                   |
| 69     | 16 december  | Twarres                                                         | Wêr bisto                              |
| 70     | 23 december  | De Bewoners & Walter                                            | Een brief voor Kerstmis                |
|        | 30 december  | De Bewoners & Walter                                            | Een brief voor Kerstmis                |